# Jacqueline Delord
Pour les articles homonymes, voir Delord.
Jacqueline Delord est une nageuse française née le 29 janvier 1970 à Toulouse.
Elle est membre de l'équipe de France aux Jeux olympiques d'été de 1988, aux Jeux olympiques d'été de 1992 et aux Jeux olympiques d'été de 1996.
Elle a été championne de France de natation sur 50 mètres papillon aux étés 1987 et 1988 et à l'hiver 1992, sur 100 mètres papillon à l'hiver 1994 et sur 200 mètres quatre nages à l'été 1991.